# 105 mm działo bezodrzutowe M27
M27 – amerykańskie działo bezodrzutowe kalibru 105 mm opracowane na początku lat 50. XX wieku, wykorzystywane podczas wojny koreańskiej.
Prace nad działem, wstępnie noszącego oznaczenie T19, zapoczątkowane zostały w 1944 roku. Broń nie opuściła wówczas stadium prototypu i w czerwcu 1947 roku, w następstwie zakończenia II wojny światowej, prace nad nią zostały wstrzymane.
Podjęto je ponownie wkrótce po wybuchu wojny koreańskiej w 1950 roku. Do oddziałów frontowych M27 trafiło w 1952 lub 1953 roku. Niemal równolegle powstawał projekt nowego działa tego samego kalibru, które otrzymało oznaczenie M40 i zastąpiło M27 na początku lat 60. XX wieku.
Donośność działa M27 wynosiła 8,5 km przy masie pocisku wynoszącej 14,5 kg. Montowano je na samochodach Willys M38A1.